# Thiemsdorf (Pößneck)
Thiemsdorf ist eine Wüstung zwischen Bodelwitz und Unteroppurg  bei Pößneck im Saale-Orla-Kreis in Thüringen.

## Geschichte
Das Dorf wurde im Thüringer Grafenkrieg zwischen 1343 und 1345 zerstört.
Es gibt im bebauten Gebiet am Ostrand der Stadt Pößneck eine Thiemsdorfer Straße. Bodelwitz und Oppurg sind auch hier Nachbarn. Dabei ergibt sich die Frage, ob es bei einer Überbauung Hinweise zur Wüstung gab.